# Льодовикова штриховка

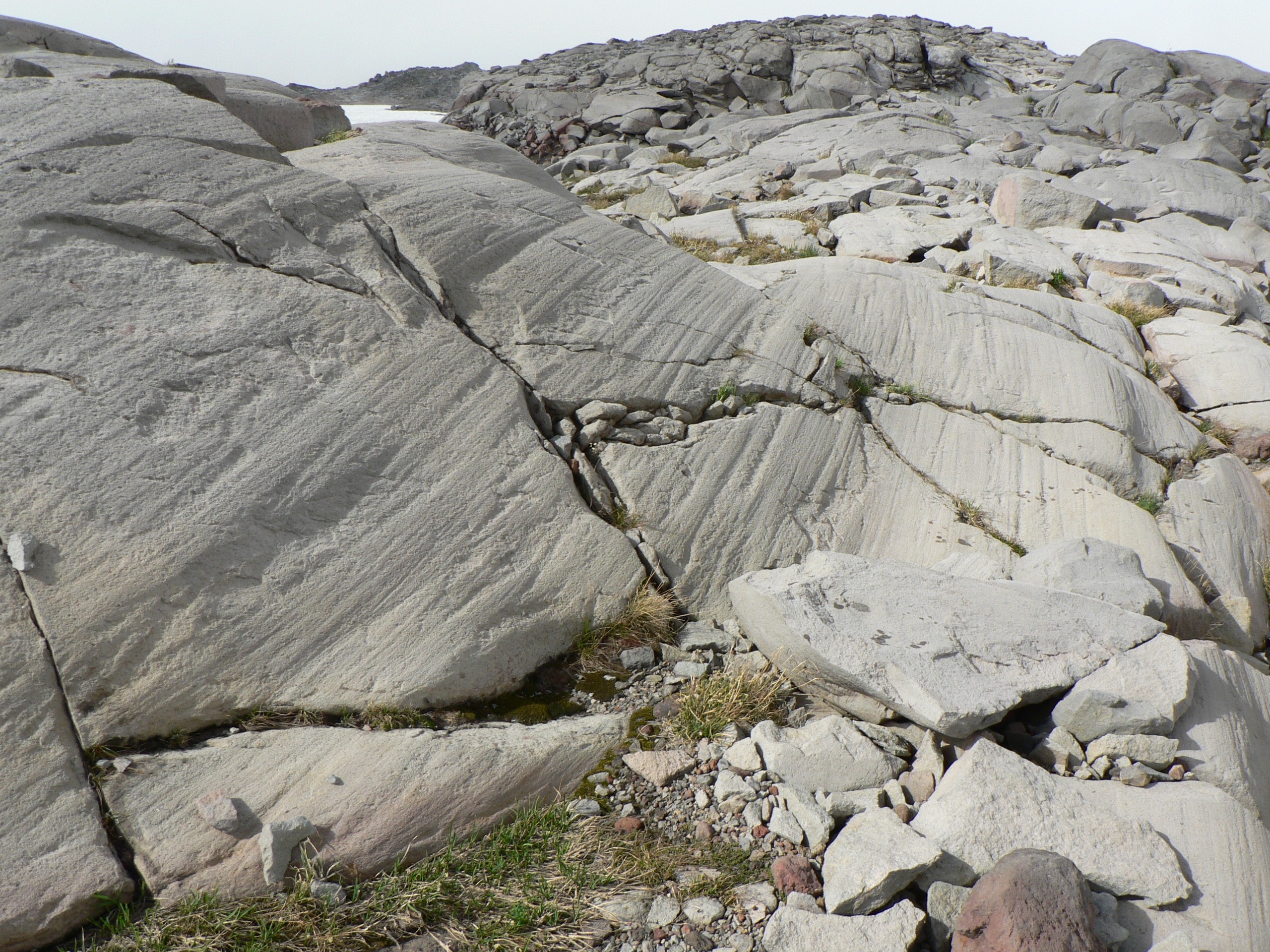
Льодовикова штриховка. Маунт Рейнір (національний парк)

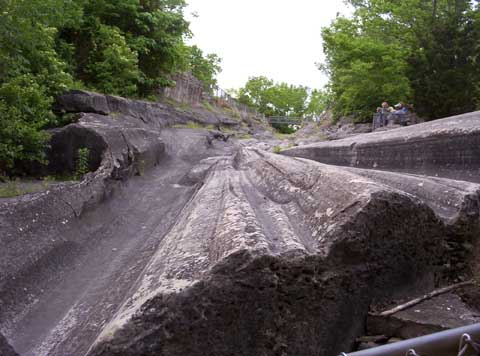
Льодовикова штриховка. Вісконсинське заледеніння. Келліс (Огайо)

Льодовикова штриховка — штрихи, подряпини і борозни на поверхні гірських порід, утворені рухомим льодовиком за допомогою уламкового матеріалу, який ним переносився. Напрямок штрихів і подряпин збігається з напрямком руху льодовика.
Валуни з льодовиковою штриховкою зустрічаються в моренах відкладення.

## Галерея

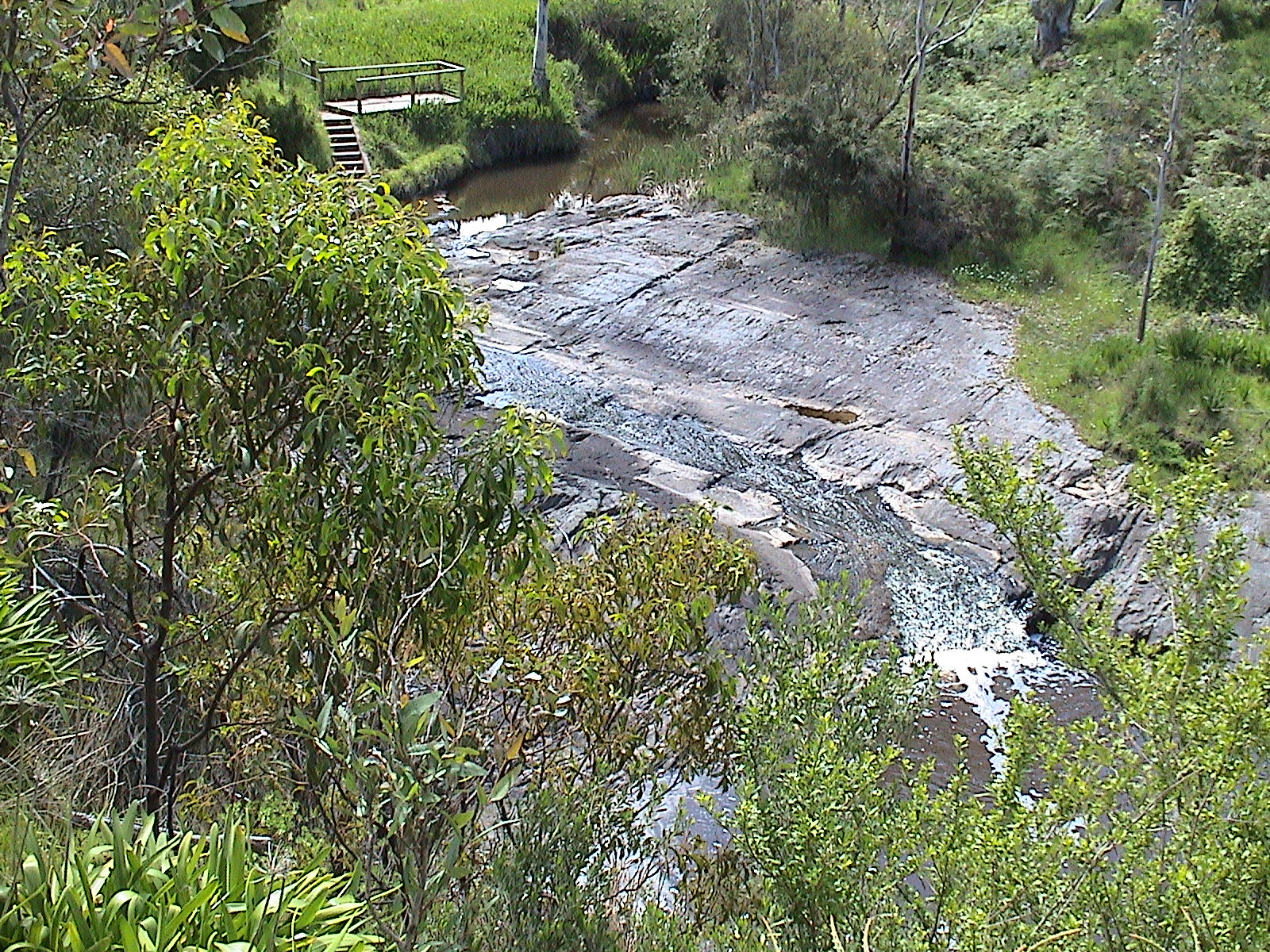
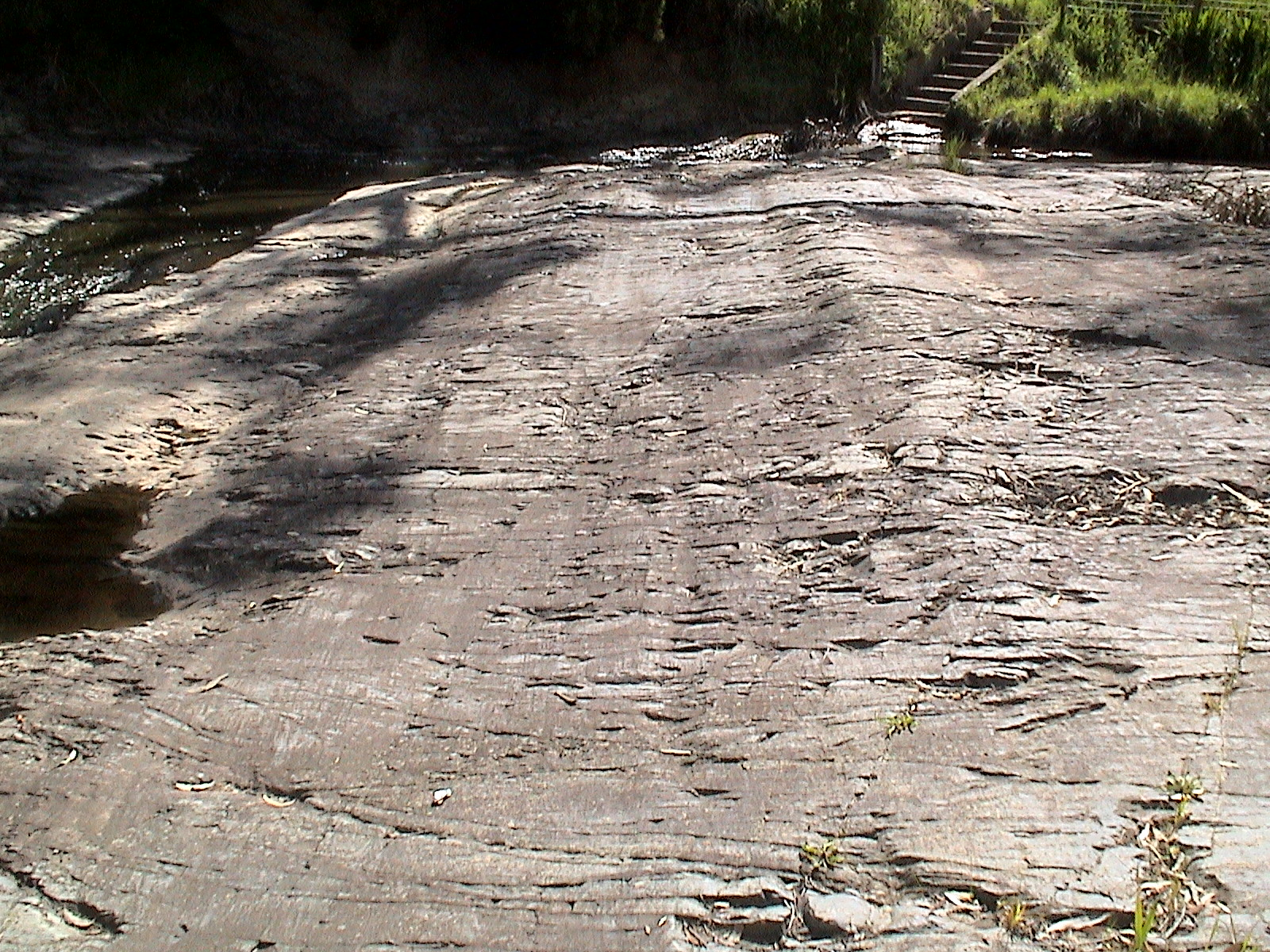
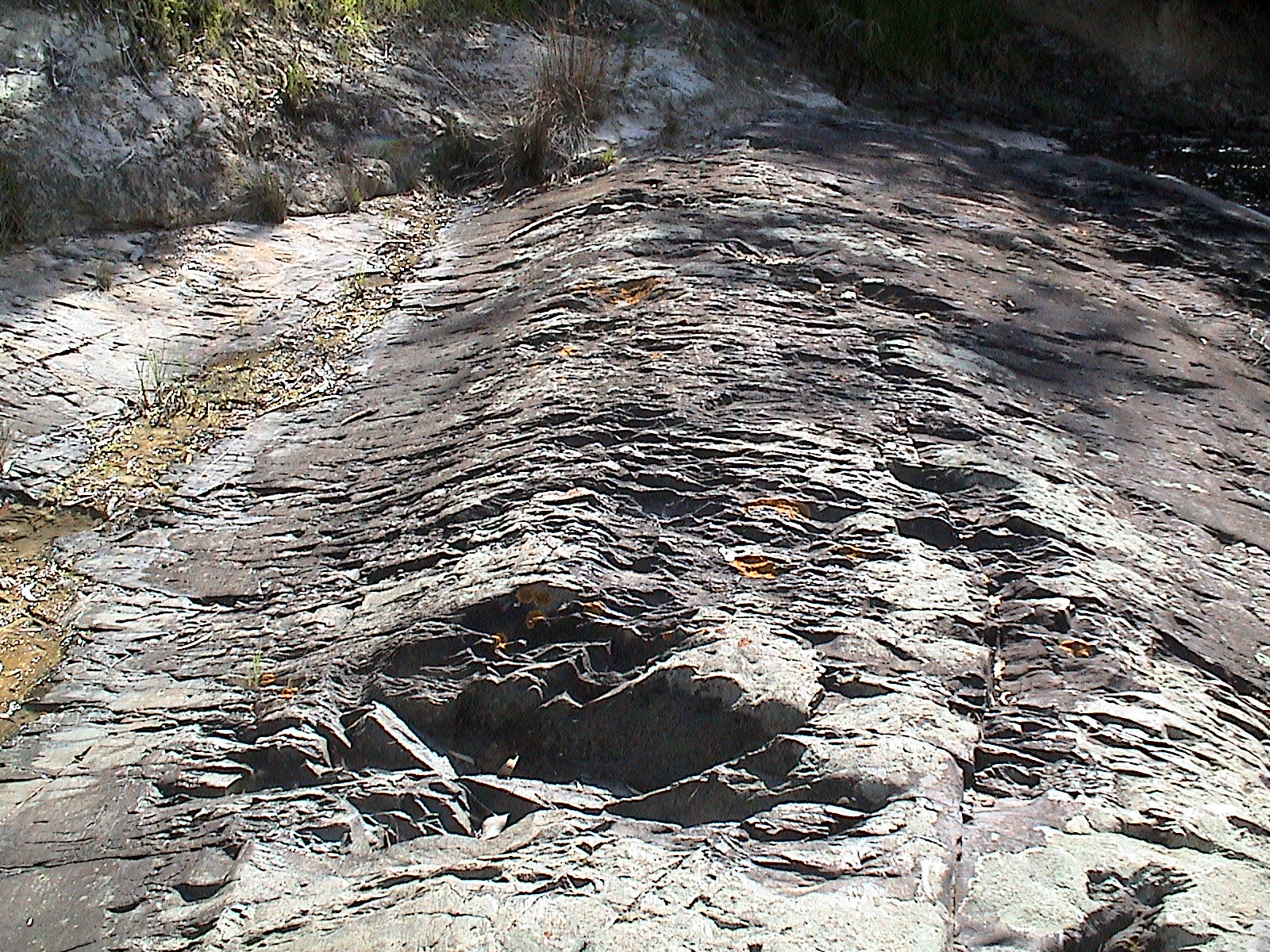
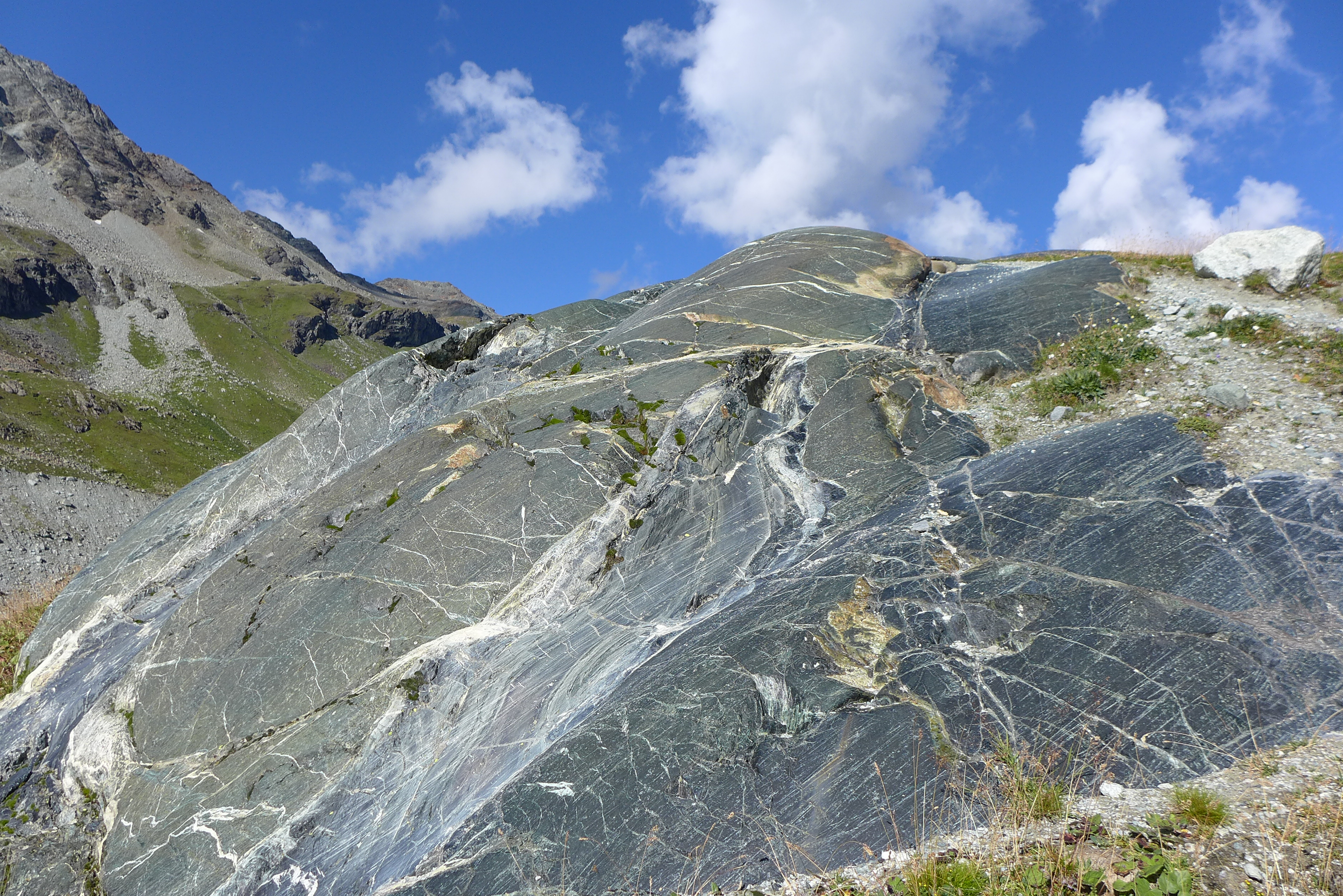
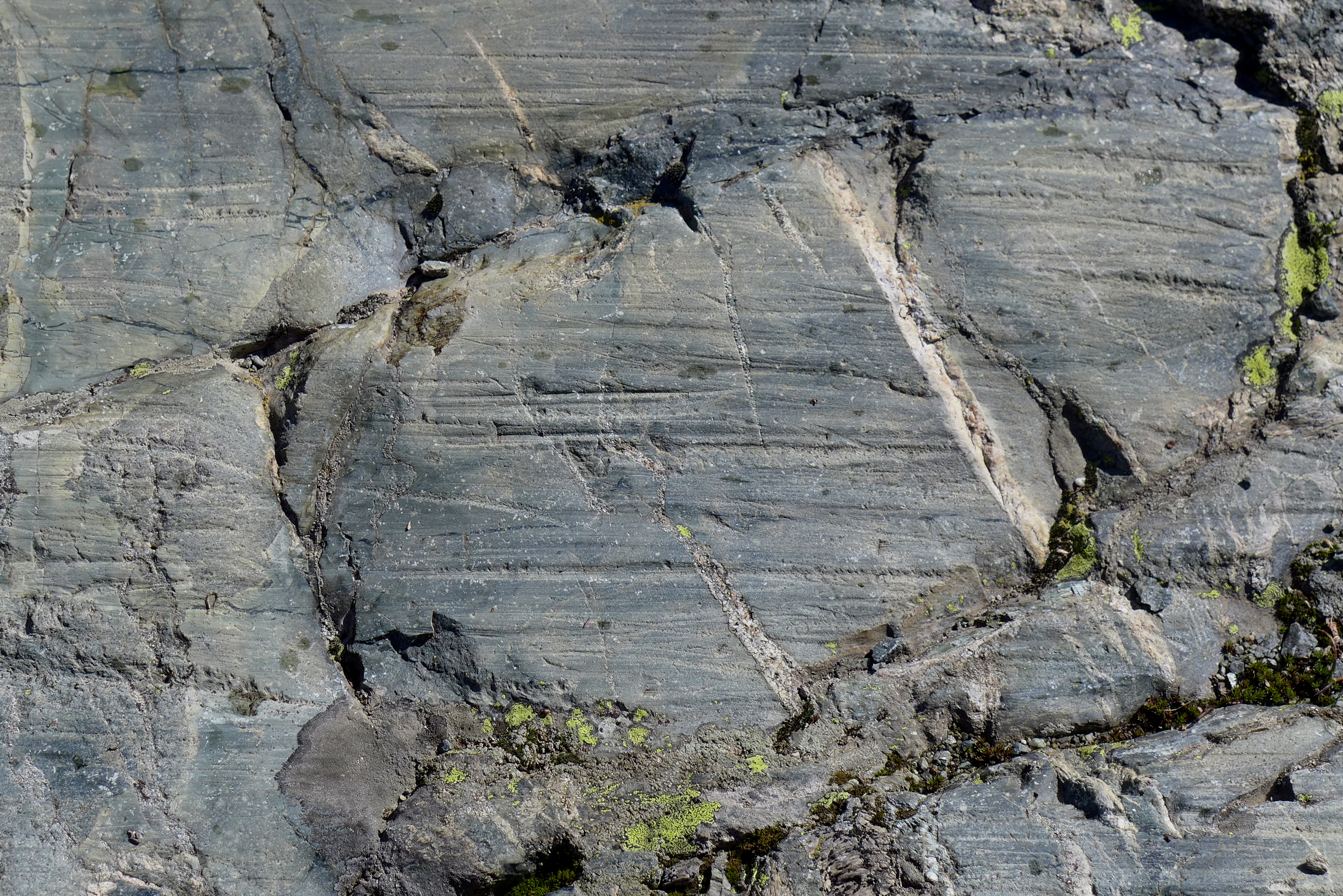
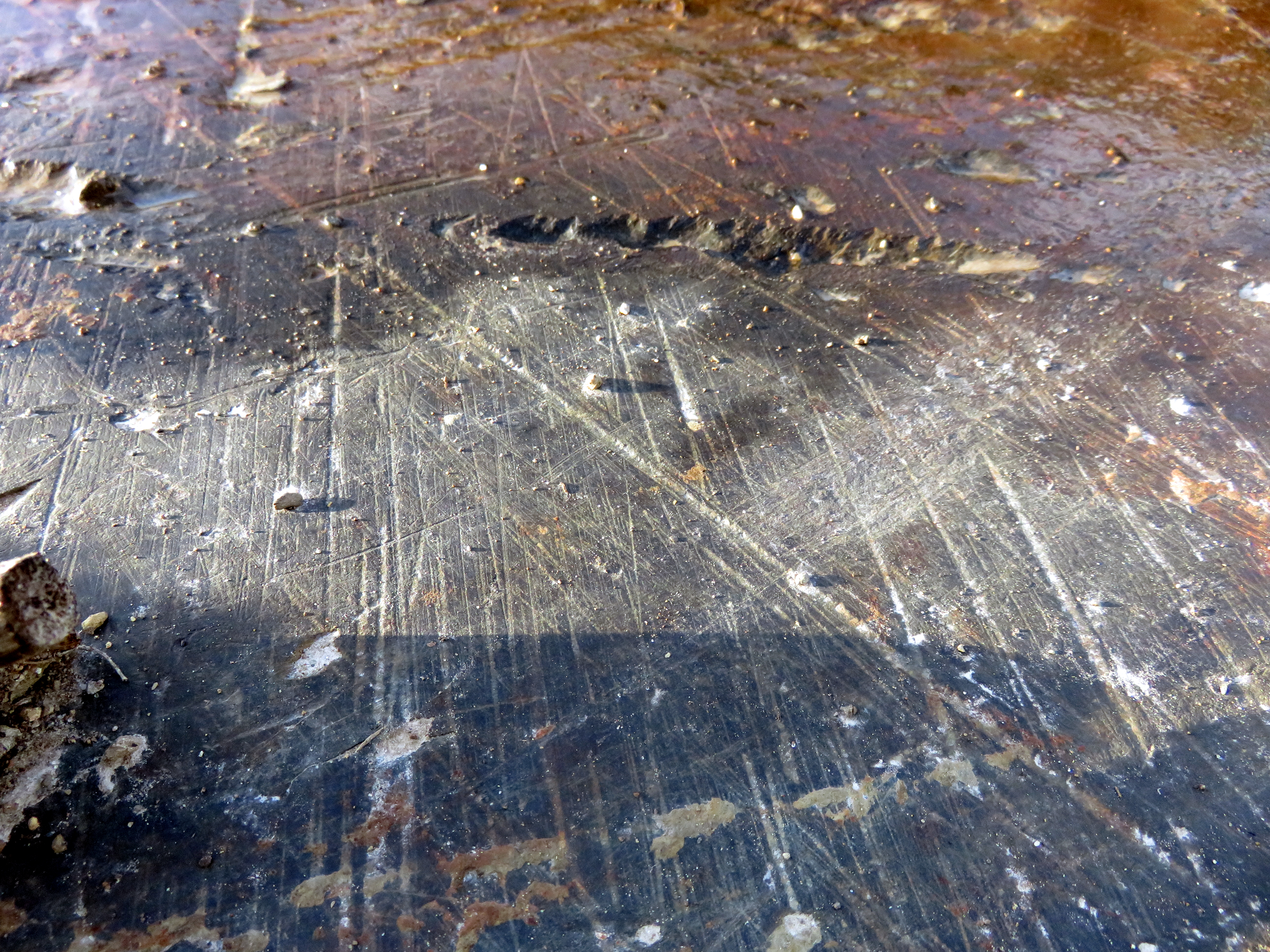